# Caldas de Monchique

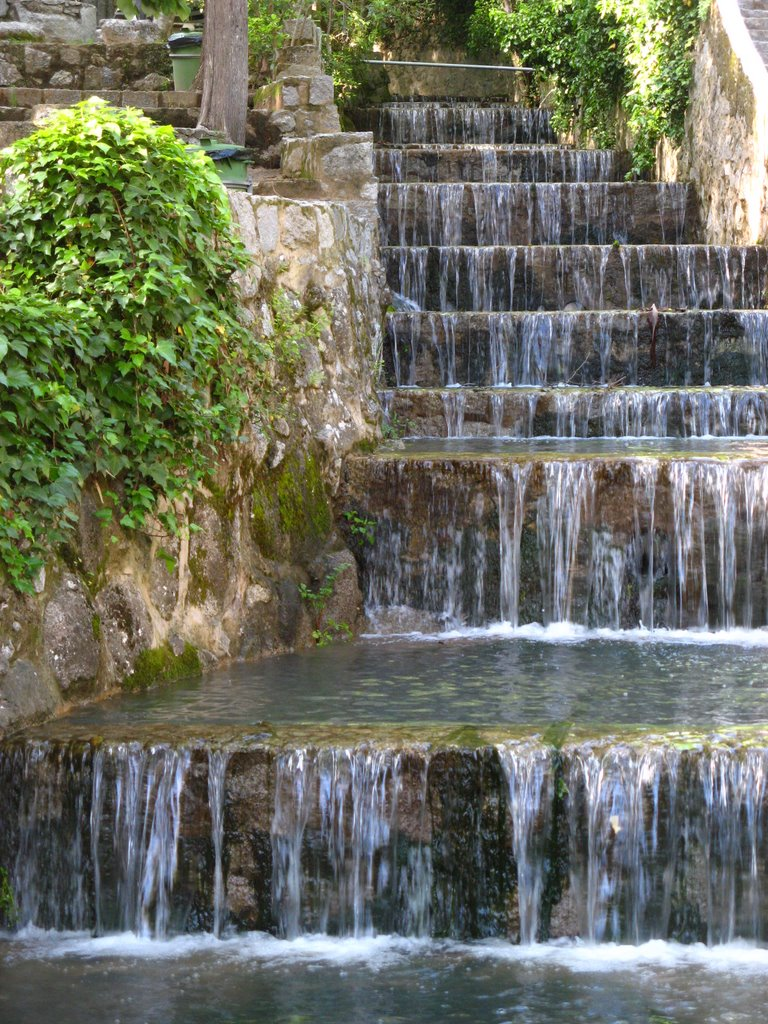
Cascade aménagée à Caldas de Monchique

Caldas de Monchique est un village à 6 km au sud de Monchique en Algarve, sud du Portugal. Il a été très renommé pour ses eaux thermales, réputées thérapeutiques depuis les temps romains. En été on y trouve une agréable fraîcheur sous les arbres de sa petite place centrale entourée de quelques restaurants et hôtels.
L'eau de source des collines coule à travers la ville de Monchique où elle approvisionne les fontaines de la place principale (Largo dos Choroes), puis coule vers Caldas de Monchique où elle est mise en bouteille et commercialisée en Algarve.

## Transport
Caldas de Monchique est situé sur la route N266 qui relie Porto de Lagos au sud et Luzianes-Gare (commune d'Odemira) au nord via Nave, Meia Viana, Monchique, Nave Redonda, Viradouro, Santa Olara Saboia et Santa Clara a-Velha.

## Tourisme
On y trouve les thermes, un village calme et plaisant, et de nombreux chemins de terre parcourent en tous sens le massif boisé qui entoure le village.

## Galerie

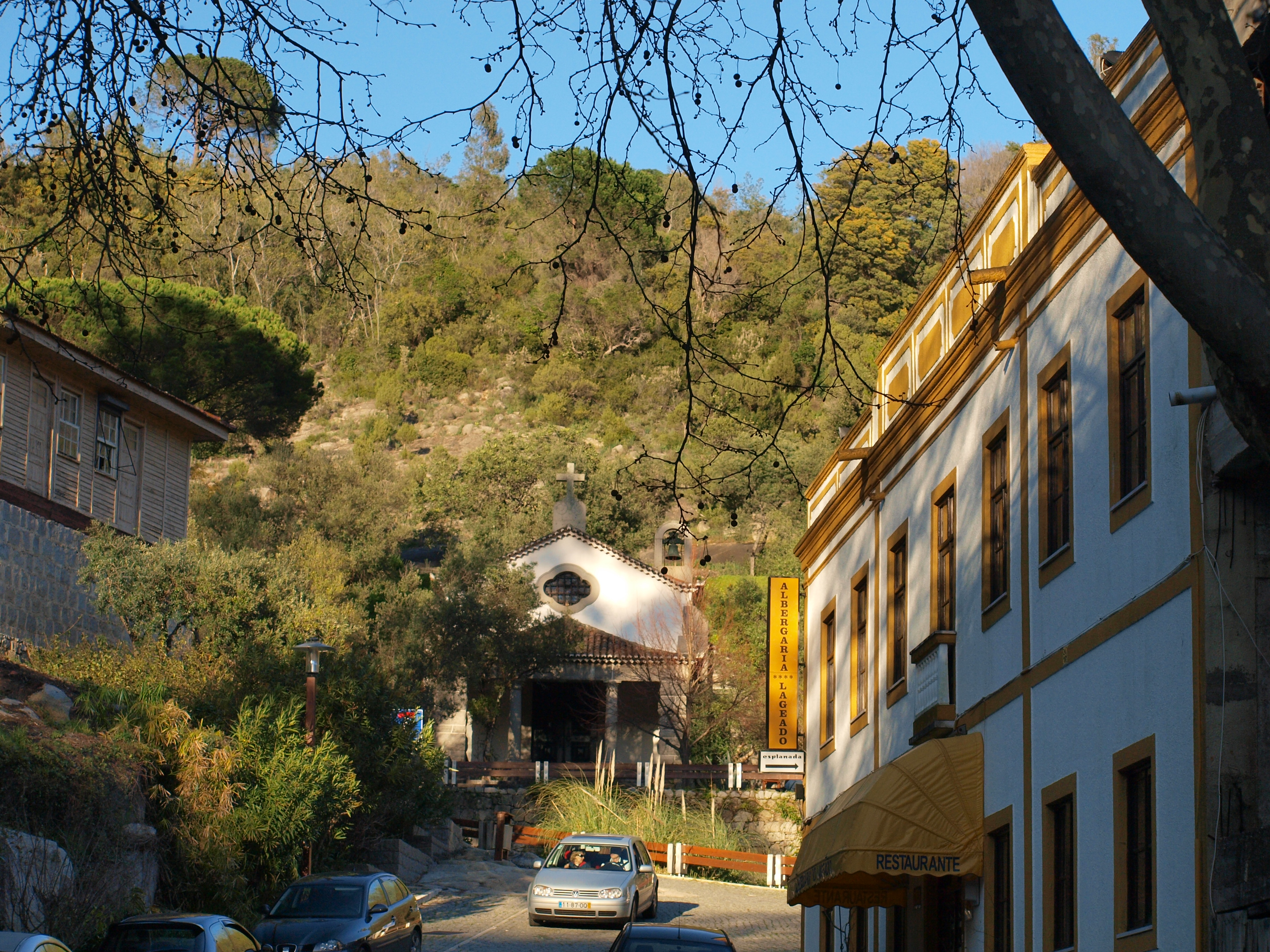
Vue générale
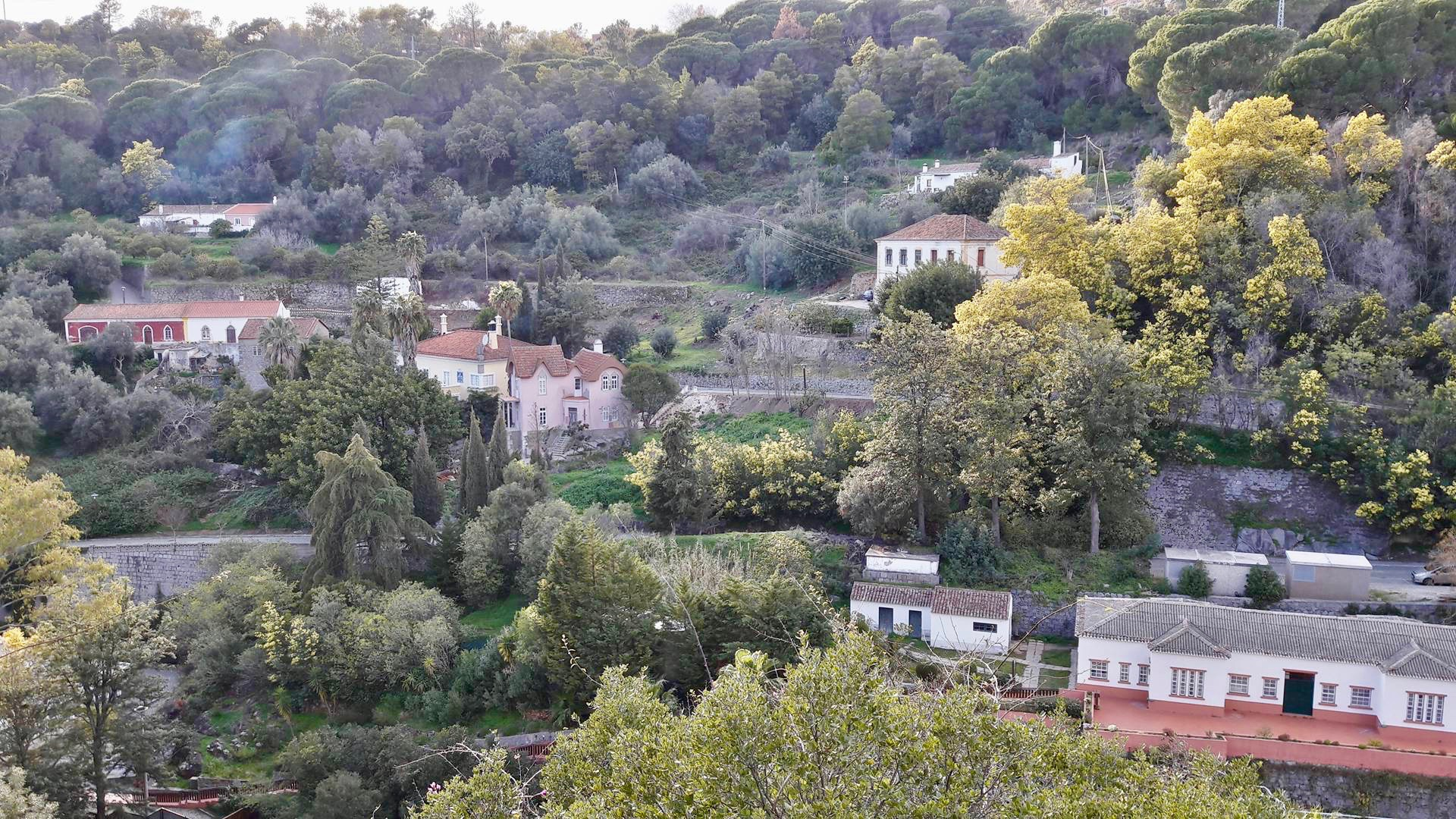
Vue d'en haut
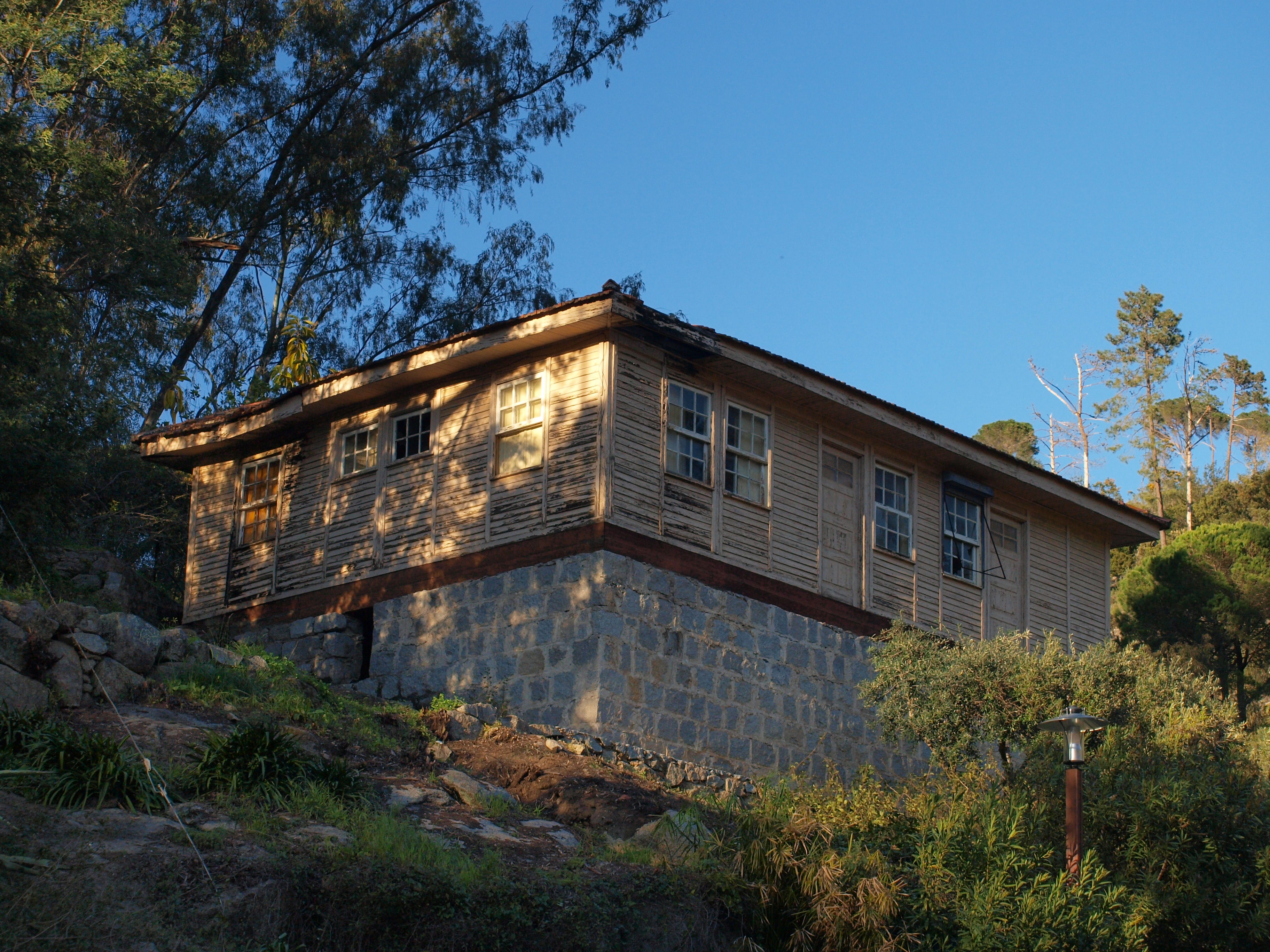
Ancienne maison en pierre et bois
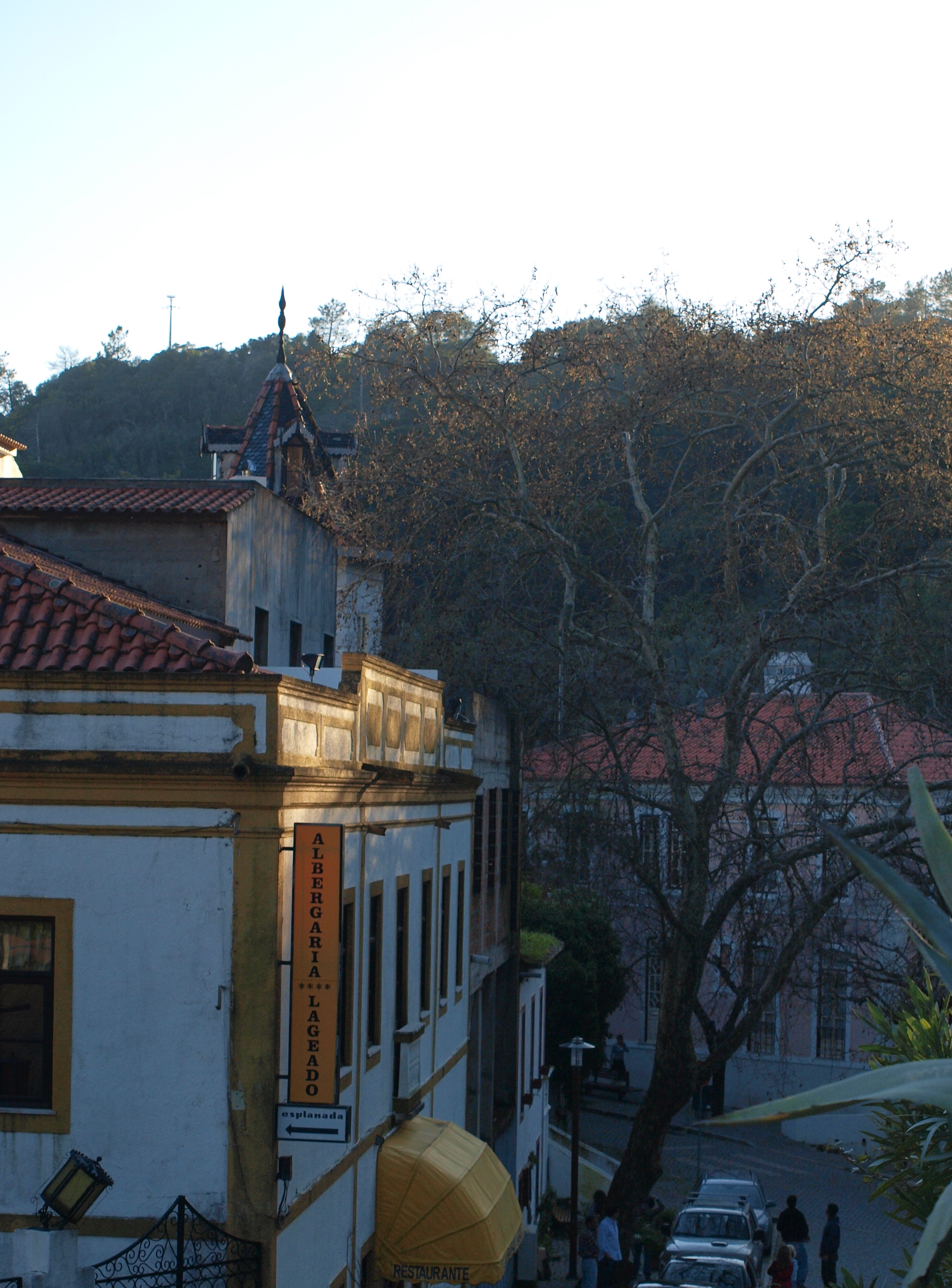
Le village
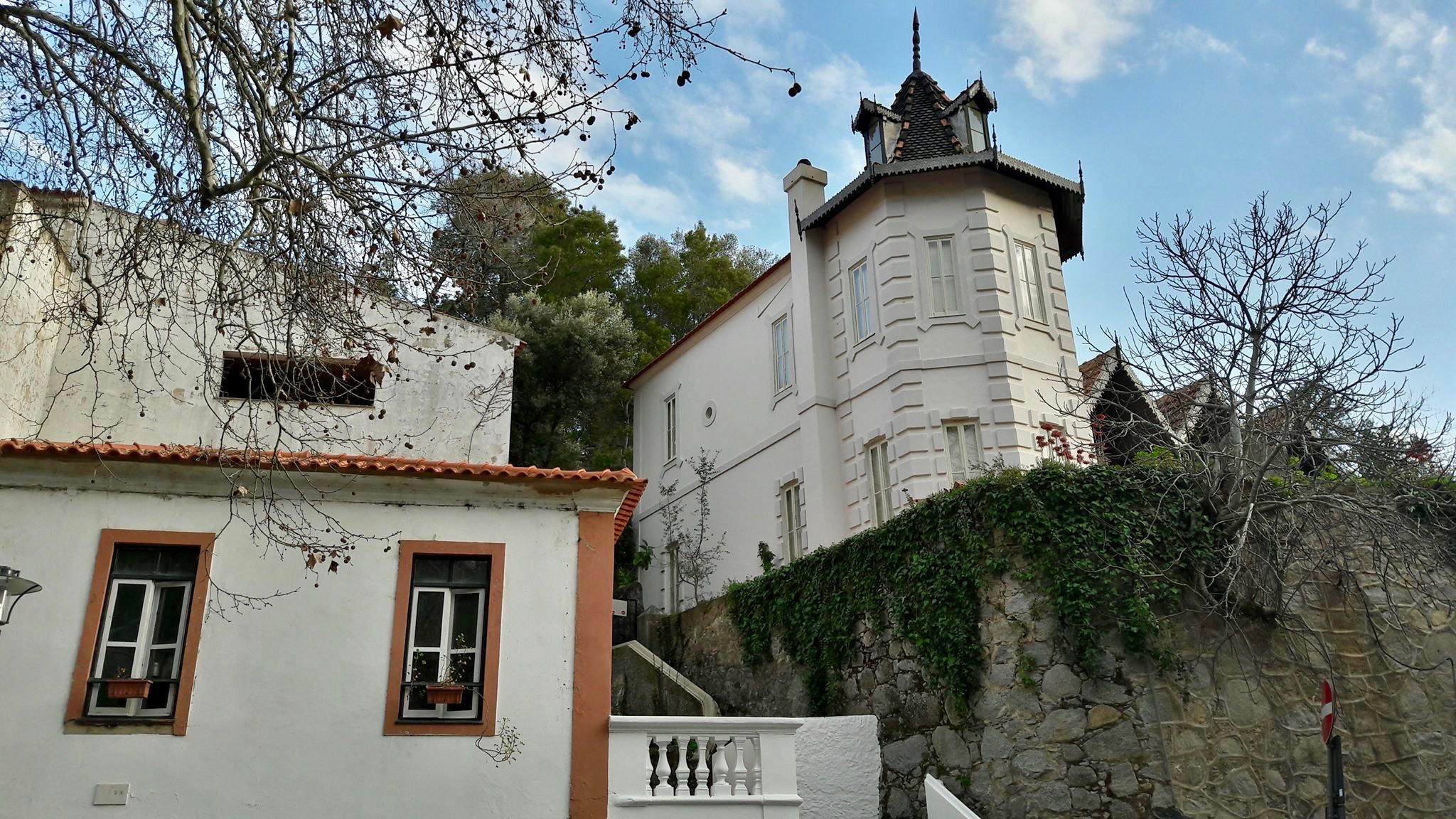
Détail sur une ancienne maison